# Georg Bleyer
Georg Bleyer (* 28. Oktober 1647 in Tiefurt bei Weimar; † nach 1683 in Brabant) war ein deutscher Komponist und Dichter.

## Leben
Bleyer war bis 1664 Schüler der Thomasschule zu Leipzig. Danach studierte er bei Adam Drese an der Universität Jena und ab 1666 an der Universität Leipzig. Weitere Studien folgten in Wien, Rom und Dresden. Er wurde Gräflich Schwarzburgischer Kammerschreiber. Seine Bewerbungen für die Kapellmeisterstellen in Rudolstadt und Leipzig (als Thomaskantor) blieben erfolglos. 1672 wurde er Kaiserlich gekrönter Poet. 1678 zog er nach Darmstadt.